# Andra Day
Cassandra Monique Batie (Spokane, 30 de desembre de 1984), coneguda professionalment com Andra Day, és una cantant, compositora i actriu estatunidenca. Ha rebut diversos reconeixements, incloent un Premi Grammy i un Globus d'Or.

## Trajectòria
El 2015, va presentar el seu àlbum debut, Cheers to the Fall. Als 58ns Premis Grammy, l'àlbum va ser nominat a Millor àlbum de R&B, i el senzill «Rise Up», va ser nominat a Millor interpretació de R&B. Day també va aparèixer al costat de Stevie Wonder, a qui se li atribueix parcialment el seu descobriment, en un anunci per a Apple TV el 2015.
El 2021, Day va debutar com a actriu amb la seva interpretació de Billie Holiday al biopic de Lee Daniels, The United States vs. Billie Holiday, amb què guanyar el Globus d'Or a la millor actriu dramàtica i va rebre una nominació a l'Oscar a la millor actriu. Day va rebre el Premi Grammy a la millor recopilació de banda sonora per a pel·lícula.

## Discografia
- Cheers to the Fall (2015)